# Schnellläuferklasse
Eine Schnellläuferklasse ist die Bezeichnung für ein Anfang der 1990er-Jahre etabliertes Modell- bzw. Pilotprojekt im Rahmen der Gy8-Reformen.
Schnellläuferklassen wurden bereits 1993 in Bundesländern mit dreizehnjähriger Gymnasialausbildung eingerichtet. Hierbei ging es darum, die Begabtenförderung von Schülern mittels eigener Klassenverbände durchzuführen. Das Klassenmodell sollte ein schnelleres Durchlaufen der Gymnasialausbildung ermöglichen. Die Einteilung der Klassen nach dem vermuteten Leistungsniveau sollte diesbezüglich Homogenität gewährleisten. Einhergehend mit der fast bundesweiten Angleichung an das zwölfjährige Gymnasium, mussten sich Schulen mit Schnellläuferklassen neue Profile suchen. In Brandenburg wurden die Schnellläuferklassen unter dem Namen Leistungs- und Begabtenklasse (LuBK) weitergeführt, da die gewöhnliche Grundschulzeit hier sechs Jahre beträgt. In einer LuBK erfolgt die Aufnahme an das Gymnasium bereits nach vier Jahren. Kritiker wiesen darauf hin, dass Schnellläuferklassen zu einer weiteren Selektivierung des dreigliedrigen Schulsystems führen. Hervorzuheben ist, dass die Verkürzung der Schulzeit vor allem von den Finanzministern gefordert wurde, häufig gegen den Willen der Kultusminister. Klomfaß wertet die Einführung dieser Klassenmodelle als „Versuchsballon“ zur Auslotung der grundsätzlichen Akzeptanz des zwölfjährigen Abiturs.